# Ferdinand Pražský
Ferdinand Pražský (rodným jménem Ferdinand Praský, literární pseudonym Ferdinand Ivanovič Slavkovský, grafonym FIS) 24. května 1891 Slavkov u Brna – 16. ledna 1979 Mníšek pod Brdy) byl československý legionář, spisovatel, novinář a účastník odboje v období druhé světové války.

## Život

### Před první světovou válkou
Ferdinand Praský se narodil 24. května 1891 ve Slavkově u Brna do velmi početné rodiny obuvnického mistra Jana Praského a Antonie rozené Stehlíkové. V rodném Slavkově vychodil obecnou školu, poté studoval na II. státním gymnáziu v Brně, kde v roce 1911 maturoval. V roce 1912 absolvoval studijní cestu po Alpách, Itálii, Balkánu a Istanbulu. Nastoupil studium práv, jeho dokončení mu znemožnilo vypuknutí první světové války.

### První světová válka
Ferdinand Praský studoval práva do roku 1916, působil i jako redaktor. Následně byl povolán do c. a k. armády a odeslán na ruskou frontu. Dne 7. června 1916 padl u Lucku v hodnosti kadeta do zajetí. Přihlásil se do československých legií, kam byl zařazen 8. září 1917. Absolvoval Sibiřskou anabázi a dosáhl hodnosti kapitána.

### Mezi světovými válkami
Po návratu do Československa zůstal Ferdinand nyní již Pražský v armádní službě na postu zástupce velitele praporu 10. pěšího pluku v Brně. Dosáhl hodnosti majora. V roce 1929 musel ze zdravotních důvodů z armády odejít, dále pracoval jako bankovní úředník ve firmě Bratří Guttmannové. Přes změny vlastníků i názvů zde pracoval až do svého odchodu do důchodu v roce 1951. Psal knihy převážně s legionářskou tematikou, básně, epigramy, povídky, romány, divadelní hry, ale i dětskou literaturu a četné novinové články. Byl žádaným řečníkem a přednášejícím při kulturních a vzpomínkových akcích. Používal pseudonym Ferdinand Ivanovič Slavkovský nebo grafonym FIS. Působil i jako překladatel, plynně ovládal ruštinu a němčinu, částečně angličtinu a polštinu, a redaktor (Legionářské sjednocení, magazín Opera). Jako novinový zpravodaj absolvoval v roce 1932 cestu po Francii, Belgii a Německu. Vystudoval obor filozofie-slovanské literatury na Filozofické fakultě Univerzity Karlovy. Aktivně působil nebo byl členem četných spolků: Předseda jednoty Československé obce legionářské v Podolí, kde mezi lety 1936 a 1951 žil, čestný předseda jednoty ČSOL ve Slavkově u Brna, člen Národní jednoty Československého červeného kříže, Napoleonské společnosti v Brně, Syndikátu spisovatelů, Evropského literárního klubu.

### Druhá světová válka
Během německé okupace působil Ferdinand Pražský v protinacistickém odboji. Mj. ukrýval gestapem hledané osoby, např. rovněž legionáře Rudolfa Milatu nebo židovku Alžbětu Guttmannovou. Počátkem roku 1945 byl gestapem vyslýchán, uvěznění se ale vyhnul.

### Po druhé světové válce
Ferdinand Pražský pracoval do roku 1951, kdy odešel do důchodu a přestěhoval se do Mníšku pod Brdy. Spolupracoval na budování muzea ve Slavkově u Brna. Zemřel v Mníšku pod Brdy 16. ledna 1979.

## Vyznamenání
- Československý válečný kříž 1914–1918
- Kříž svatého Jiří
- Československá revoluční medaile
- Československá medaile Vítězství
- 1947 Štefánikův odznak II. stupně

## Rodina
Ferdinand Pražský byl dvakrát ženatý. Poprvé se oženil v roce 1915 s Marií Schubertovou, manželům se narodili synové Ferdinand (†2000) a Bohuslav. Bohuslav byl jako ročník 1921 během druhé světové války odeslán na nucené práce. Během bombardování Lipska byl zasypán a utrpěl zranění hlavy. Následky si nesl i po válce, v roce 1950 zemřel na komplikace po operaci mozku. Podruhé se Ferdinand Pražský st. oženil v roce 1924 s Františkou Vykoupilovou.

## Výběr z díla
- 1927 Dějiny pěšího pluku 10 Jana Sladkého Koziny
- 1930 Z notýsku legionářova
- 1930 Nem, nem, soha! - Osudy italského legionáře v maďarském zajetí
- 1934 Medvídci presidenta Masaryka